# Eli (nederzetting)
Eli (Hebreeuws: עֵלִי) is een Israëlische nederzetting op de Westelijke Jordaanoever (Zuid-Samaria). Eli is oorspronkelijk gesticht als centrum voor de woonplaats Shilo. Er wonen ongeveer vijfhonderd families.
De plaats is vernoemd naar de Bijbelse hogepriester Eli en is opgericht op 11 september 1984.
In Eli is de Bnei David Academy gevestigd, een pre-militaire orthodoxe school (mechina) die in 1988 werd opgericht door de rabbijnen Eli Sadan en Yigal Levinstein.